# Winfield (Kansas)
Winfield is een plaats (city) in de Amerikaanse staat Kansas, en valt bestuurlijk gezien onder Cowley County.

## Demografie
Bij de volkstelling in 2000 werd het aantal inwoners vastgesteld op 12.206.
In 2006 is het aantal inwoners door het United States Census Bureau geschat op 11.741, een daling van 465 (-3.8%).

## Geografie
Volgens het United States Census Bureau beslaat de plaats een oppervlakte van
33,0 km², waarvan 28,6 km² land en 4,4 km² water.

## Geboren
- Eugene Pallette (1889-1954), acteur
- Bruce Greenshields (1893-1979), verkeerskundige

## Plaatsen in de nabije omgeving
De onderstaande figuur toont nabijgelegen plaatsen in een straal van 24 km rond Winfield.